# Mad About You (Belinda Carlisle)
Mad About You è il primo singolo da solista della cantante statunitense Belinda Carlisle, pubblicato nel 1986 ed estratto dal suo album Belinda.

## Il brano
Il brano è stato scritto da Paula Jean Brown, James Whelan e Mitchel Young Evans. Mad About You è considerato uno dei brani che sarebbero dovuti apparire sul quarto album delle Go-Go's, ma il gruppo si era sciolto così fu pubblicato, con altri due brani scritti insieme a  Paula Jean Brown, sul suo primo album da solista.
Vede la partecipazione in un assolo di chitarra di Andy Taylor chitarrista dei Duran Duran.
Il brano si classificato al 3º posto nella classifica Billboard Hot 100 negli Stati Uniti e al 1º posto nella classifica Billboard Canadian Singles Chart in Canada..

## Video
Il video musicale del brano, diretto da Leslie Libman, vede la partecipazione di Andy Taylor, chitarrista dei Duran Duran, e del marito di Belinda Carlisle Morgan Mason. Le scene all'aperto sono state girate in gran parte nel "Palisades Park" a Pasadena, California.

## In altri media
La canzone fa parte della colonna sonora del film 30 anni in 1 secondo (2004).

## Tracce
Vinile 7" USA
1. Mad About You – 3:05 (P. Brown, J. Whelan, M.Y. Evans)
2. I Never Wanted a Rich Man – 4:10 (C. Caffey)

Vinile 12" USA
1. Mad About You (extended mix) – 5:03
2. Mad About You (single mix) – 3:30
3. Mad About You (instrumental mix) – 3:30

## Classifiche
| Classifica (1986-1988)       | Posizione massima |
| ---------------------------- | ----------------- |
| Australia (ARIA)             | 9                 |
| Canada (RPM)                 | 1                 |
| Stati Uniti (Billboard 100)  | 3                 |
| Regno Unito (Singles Charts) | 67                |